# Zanthoxylum timoriense
Zanthoxylum timoriense är en vinruteväxtart som beskrevs av Johan Baptist Spanoghe. Zanthoxylum timoriense ingår i släktet Zanthoxylum och familjen vinruteväxter. Inga underarter finns listade i Catalogue of Life.